# Недзведзкий, Яцек
Яцек Недзведзкий (пол. Jacek Niedźwiedzki; 7 июня 1951 года, Сопот — 27 октября 2021 года) — польский теннисист и тренер, член сборной Польши на Кубок Дэвиса.

## Биография
Был, наряду с Войцехом Фибаком и Тадеушем Новицким, ведущим польским теннисистом семидесятых годов. В 1971—1978 годах пять раз выигрывал чемпионат Польши в парном разряде. В 1975 году был соперником Фибака в финале чемпионата Польши среди взрослых на кортах MKT в Лодзи, когда выиграл свой единственный титул в одиночном разряде, выиграв 7:5, 6:1, 4:6, 6:4. Через год проиграл финал сингла Новицкому. В 1971—1977 годах сыграл за сборную Польши 15 матчей в Кубке Дэвиса. Выиграл 4 одиночных и 2 парных матча.
В 1975 году играл на Открытом чемпионате Франции, одном из четырех турниров, входящих в число турниров Большого шлема. В 1976 году вместе с Фибаком выиграл парный турнир ATP World Tour в Барселоне, а через год сыграл в одиночном финале ATP World Tour в Цюрихе. С Тадеушем Новицким завоевал титул чемпиона Европы по теннису в парном разряде.
Встречался на корте, среди прочих, с такими теннисистами, как Бьорн Борг, Рауль Рамирес, Янник Ноа, Хосе Игерас, Виджай и Ананд Амритраджы, Иван Лендл, Войцех Фибак, Балаж Тароци, Хайнц Гюнхардт.
В июле 1977 года занял 172-е место в рейтинге ATP World Tour в одиночном разряде. В том же году эмигрировал в Австрию.
Имел тренерскую лицензию в области спортивных соревнований Немецкой теннисной ассоциации и Польской теннисной ассоциации. Занимался обучением игроков разных возрастных категорий. Работал с Йоханом Криком и Сильвией Ханикой. Тренировал сборную Австрии на играх Кубка Федерации. Также был тренером сборной Бахрейна в Кубке Дэвиса.

## Финалы Гран-при

### Одиночный разряд: 1 (0-1)
| Результат | №  | Год  | Турнир           | Покрытие | Соперник  | Результат |
| --------- | -- | ---- | ---------------- | -------- | --------- | --------- |
| Поражение | 1. | 1977 | Цюрих, Швейцария | Хард     | Ян Норбек | 5-7, 2-6  |

### Парный разряд: 1 (1-0)
| Результат | №  | Год  | Турнир             | Покрытие | Партнёр      | Соперники                 | Результат |
| --------- | -- | ---- | ------------------ | -------- | ------------ | ------------------------- | --------- |
| Победа    | 1. | 1976 | Барселона, Испания | Грунт    | Войцех Фибак | Колин Даудсвелл Пол Кронк | 6-2, 6-3  |